# Mira Benser
Mira Benser (* 6. Dezember 1989 in Düsseldorf) ist eine deutsche Film- und Theaterschauspielerin.

## Leben

### Herkunft
Mira Benser wurde als Mira Helene Benser in Düsseldorf geboren und wuchs in einer Kleinstadt am Niederrhein auf. Bis zu ihrer Einschulung war sie mit ihren Eltern, Heide Benser (Fotografin) und Klaus Benser (Fotograf und Kameramann) hauptsächlich auf Reisen. Mira entstammt einer Malerfamilie. Durch ihre Großmutter, die Malerin Ursula Benser, kam sie schon früh mit der Malerei in Kontakt und wurde von klein auf von verschiedenen Malern unterrichtet, unter anderem Bojan Momtschilow, Bettina Hachmann oder auch Aloys Cremers. Ihr Urgroßvater ist der Maler Werner Heuser und weitere malende Ahnen beispielsweise Alfred Rethel.

### Anfänge
Ihre ersten Schauspielerfahrungen sammelte sie im Alter von 13 Jahren am Comedia Theater Köln, wo sie zusammen mit anderen Jugendlichen Impro-Theater spielte. Nach ihrem Abitur 2009 hospitierte sie bei der Uraufführung „Eleni“ unter der Regie von Jenke Nordalm an den Wuppertaler Bühnen und spielte 2010 eine der Hauptrollen, die der Katja in der politischen Jugend Web-Serie „Headliners“ unter der Regie von Dietmar Schuch, die von Grundy Light Entertainment für die gemeinsame Online-Initiative der UFA und der Robert Bosch Stiftung produziert wurde. Außerdem stand sie 2010 als Teil des Ensembles für den Kinofilm Romeos unter der Regie von Sabine Bernadi vor der Kamera, der 2011 seine Premiere auf der Berlinale feierte.
Ende 2010 ging sie für ein Vierteljahr nach New York, nahm dort Schauspielunterricht an der New York Film Academy, begleitete mehrere Filmprojekte hinter der Kamera und assistierte den Fotografen Dennis Leupold und Steven Gomillion. 2011 zog sie nach Hamburg und spielte in verschiedenen Theaterproduktionen am Monsun-Theater. Anfang 2013 fing sie ein Kostümbild-Studium an der HAW Hamburg an, welches sie jedoch für ihr Schauspielstudium abbrach.

### Ausbildung und Theater
Von August 2013 bis August 2017 studierte sie Schauspiel an der Hochschule für Musik und Theater Felix Mendelssohn Bartholdy in Leipzig und war im Rahmen ihrer Ausbildung in den Spielzeiten 2015/2016 und 2016/2017 im Schauspielstudio des Neuen Theater Halle engagiert. Hier war sie unter anderem als Schneewittchen in „Schneewittchen und die 7 Zwerge“, in Dostojewskis „Schuld und Sühne“ als Nastassja Petrovna beides unter der Regie von Matthias Brenner oder auch im Rio-Reiser-Liederabend „Wann, wenn nicht jetzt?“ unter der Regie von Peter Dehler zu sehen.
In der Spielzeit 2017/2018 wurde Mira Benser festes Ensemblemitglied am Hessischen Staatstheater Wiesbaden und gab dort ihr Debüt als Hilary in der deutschsprachigen Erstaufführung von Tom Stoppard's „The Hard Problem – Oder ist Bewusstsein Materie?“. Danach war sie bis 2022 in vielen Stücken zu sehen unter anderem als Recha in Lessings „Nathan der Weise“, als Nora in Henrik Ibsens „Nora oder Ein Puppenhaus“, als Eliza Doolittle in „My Fair Lady“, als Luise in Friedrich Schillers „Kabale und Liebe“ oder auch als Mascha in Tschechows „Drei Schwestern“. Sie spielte Wahida in der Inszenierung „Vögel“ von Wajdi Mouawad und Nathalie Herzen in Tom Stoppards großer Trilogie „Die Küste Utopias“ unter der Regie von Henriette Hörnigk. Die Trilogie besteht aus den drei Stücken „Aufbruch“, „Schiffbruch“ und „Bergung“, welche am 8. Mai 2022 am Hessischen Staatstheater alle hintereinander an einem Tag, als fast 12 Stunden langes Gesamtwerk gezeigt wurden.

### Film
Während ihres Studiums in Leipzig arbeitete sie immer wieder mit dem Leipziger Filmkollektiv 5 O’Clock Creativity zusammen. Der 2015 gedrehte Kurzfilm „Zu Besuch“ in dem Mira die Hauptrolle der Couchsurferin Emma an der Seite von Jannik Hinsch verkörpert gewann im selben Jahr beim UFO Kurzfilmfestival Leipzig einen Nachwuchspreis. 2018 lief der ebenfalls im Filmkollektiv entstandene Spielfilm „Zweisam Gemeinsam Einsam“, in dem Mira, Wanda eine der Hauptrollen spielt, bei den Internationalen Hofer Filmtagen. In ihrer Zeit in Wiesbaden stand sie zweimal für die Serie „Der Staatsanwalt“ vor der Kamera.
2019 wurde der Regisseur und Drehbuchautor Frédéric Hambalek durch den von ihr mitproduzierten Kurzfilm „Milch und Zucker“ auf sie aufmerksam, in dem sie an der Seite von Hanno Friedrich eine Tochter spielt, die nach vielen Jahren das erste Mal auf ihren leiblichen Vater trifft. Hambalek besetzte sie für sein Kinodebüt „Modell Olimpia“. Der Film feierte seine Premiere am 16. November 2020 beim Tallinn Black Nights Film Festival, im First Feature Competition und lief Ende 2021 bei den Hofer Filmtagen.
2022 stand sie als Braut Leonie für das deutsche Remake von "Le sens de la fête"  in der Hochzeits-Esemblekomödie „Ein Fest fürs Leben“ unter der Regie von Richard Huber mit Christoph Maria Herbst u. a. vor der Kamera.

### Privates und weitere Tätigkeiten
Mira Benser lebt in Hamburg und widmet sich neben der Schauspielerei der Malerei und der Fotografie.

## Filmografie (Auswahl)
- 2011: Romeos
- 2018: Zweisam Gemeinsam Einsam
- 2018, 2020: Der Staatsanwalt (Fernsehserie, zwei Folgen)
- 2019: Modell Olimpia
- 2021: Laufen (Fernsehfilm)
- 2022: Nord bei Nordwest – Canasta (Fernsehreihe)
- 2022 SOKO Stuttgart (Fernsehserie, eine Folge)
- 2023 Morden im Norden (Fernsehserie, eine Folge)
- 2023: Ein Fest fürs Leben
- 2024: Der Heimatlose

## Theater
- 2015 Hair (Grassimuseum Leipzig)
- 2015 Schneewittchen und die 7 Zwerge (Neues Theater Halle)
- 2015 Effi Briest (Neues Theater Halle)
- 2015 Wir sind keine Barbaren (Neues Theater Halle)
- 2016 Chansonlos! (Neues Theater Halle)
- 2016 Schuld und Sühne (Neues Theater Halle)
- 2016 Wann wenn nicht jetzt! (Neues Theater Halle)
- 2016 Frühlings Erwachen LIVE FAST, DIE YOUNG (Neues Theater Halle)
- 2016 Anne Frank (Neues Theater Halle)
- 2017 Frankenstein (Neues Theater Halle)
- 2017 The Hard Problem Oder: Ist Bewusstsein Materie? (Hessisches Staatstheater Wiesbaden)
- 2017 Antigone (Hessisches Staatstheater Wiesbaden)
- 2017 Arsen und Spitzenhäubchen (Hessisches Staatstheater Wiesbaden)
- 2018 Nathan der Weise (Hessisches Staatstheater Wiesbaden)
- 2018 Der ideale Ehemann (Hessisches Staatstheater Wiesbaden)
- 2018 Nora oder ein Puppenhaus (Hessisches Staatstheater Wiesbaden)
- 2018 Der Floh im Ohr (Hessisches Staatstheater Wiesbaden)
- 2018 My Fair Lady (Hessisches Staatstheater Wiesbaden)
- 2018 Der fröhliche Weinberg (Hessisches Staatstheater Wiesbaden)
- 2019 Verlorene Kämpfer – Vom Ende der Roten Armee Fraktion (Hessisches Staatstheater Wiesbaden)
- 2019 Kabale und Liebe (Hessisches Staatstheater Wiesbaden)
- 2019 Das Feld (Hessisches Staatstheater Wiesbaden)
- 2019 Der zerbrochene Krug (Hessisches Staatstheater Wiesbaden)
- 2019 Vögel (Hessisches Staatstheater Wiesbaden)
- 2020 Wassa Schelesnova (Hessisches Staatstheater Wiesbaden)
- 2020 Die Küste Utopias Erster Teil: Aufbruch (Hessisches Staatstheater Wiesbaden)
- 2021 Die Küste Utopias Zweiter Teil: Schiffbruch (Hessisches Staatstheater Wiesbaden)
- 2021 Die Küste Utopias Dritter Teil: Bergung (Hessisches Staatstheater Wiesbaden)
- 2021 Doktors Dilemma (Hessisches Staatstheater Wiesbaden)
- 2022 Drei Schwestern (Hessisches Staatstheater Wiesbaden)

## Sprechertätigkeiten
- 2010 Der Märchenbaum Staffel 2 (Synchron – NRW TV)
- 2012 Crash Canyon (Synchron – Studio Hamburg)
- 2012 Camilla Läckberg – Das Familiengeheimnis (Synchron – Studio Hamburg)
- 2014 Route 66 (Sprecherin – Mephisto 97.6 Lauschangriff Leipzig)
- 2014 Man trifft sich immer… nicht (Hörspiel – Mephisto 97.6 Lauschangriff Leipzig)
- 2014 Der Hamsterangriff” 1. Folge (Hörspiel – Mephisto 97.6 Lauschangriff Leipzig)
- 20215 Die Überfahrt (Hörspiel – MDR Figaro Halle)
- 2015 Rote Lackstiefel (Hörspiel – Mephisto 97.6 Lauschangriff Leipzig)
- 2019 Zwei aus einem Guss (Synchron – Museumsfilm Luxemburg)